# Ferdinand Marcos
Ferdinand Emmanuel Edralín Marcos (11 tháng 9 năm 1917 – 28 tháng 9 năm 1989) là tổng thống Philippines từ năm 1965 đến 1986. Ông là một luật sư, đã là một dân biểu Hạ viện Philippines (1949-1959) đồng thời là một thượng nghị sĩ của Thượng viện Philippines (1959-1965). Ông là thành viên lãnh đạo Phong trào Xã hội Mới, cai trị như một nhà độc tài dưới chế độ thiết quân luật từ năm 1972 đến 1981.
Trong Thế chiến II, ông là lãnh đạo của lực lượng du kích Ang Maharlika ở bắc Luzon. Năm 1963, ông trở thành Chủ tịch Thượng viện. Với cương vị Tổng thống quốc gia này, ông đã có thành tích lớn trong lĩnh vực phát triển hạ tầng và ngoại giao quốc tế. Tuy nhiên hình ảnh chính quyền của ông bị xấu đi do những cáo buộc liên quan đến tham nhũng, chuyên quyền, gia đình trị. Ông bị phế truất khỏi chức vụ này vào năm 1986 sau khi dân chúng biểu tình khắp nơi khi có những tiết lộ về việc ông đã đầu tư hàng trăm triệu đô la Mỹ vào Hoa Kỳ. Gia đình ông lưu vong sang Hawaii, nơi cựu Tổng thống Marcos qua đời vào năm 1989.
Dưới áp lực dữ dội từ chính quyền của tổng thống Hoa Kỳ Lyndon B. Johnson, Marcos đã đảo ngược quan điểm người tiền nhiệm của mình (Diosdado Macapagal) là không gửi lực lượng Philippines đến Chiến tranh Việt Nam và đồng ý tham gia một cách hạn chế, yêu cầu Quốc hội chấp thuận cử một đơn vị công binh chiến đấu. Mặc dù có nhiều phản đối kế hoạch mới, Chính phủ Marcos đã được Quốc hội chấp thuận và quân đội Philippines đã được gửi từ giữa năm 1966 với tên gọi Nhóm Hành động Công dân Philippines (PHILCAG). PHILCAG đạt quân số khoảng 1.600 vào năm 1968 và từ năm 1966 đến 1970, hơn 10.000 binh sĩ Philippines phục vụ tại miền Nam Việt Nam, chủ yếu tham gia vào các dự án cơ sở hạ tầng dân sự.